# (249) Ильза
(249) Ильза (нем. Ilse) — типичный астероид главного пояса. Он был обнаружен 16 августа 1885 года германо-американским астрономом К. Г. Ф. Петерсом в обсерватории Клинтона, США и назван, вероятно, в честь легендарной немецкой принцессы Ильзе.

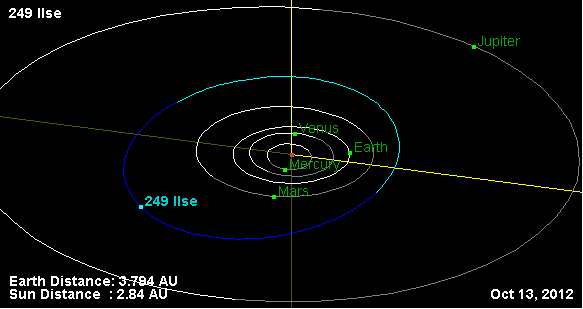
Орбита астероида Ильза и его положение в Солнечной системе

Судя по медленному вращению, астероид может иметь спутник. Но никаких достоверных данных об этом пока нет.